# Papyrus 103

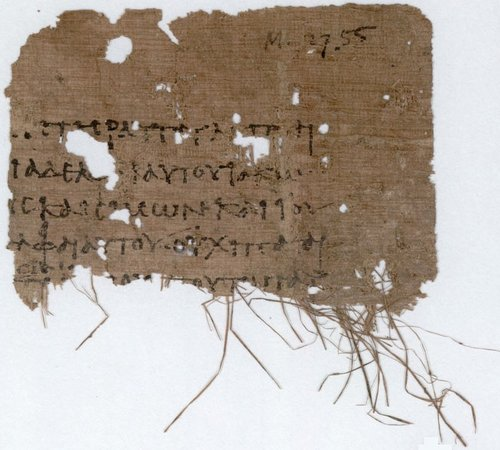
P 103 verso

Papyrus 103 (volgens de nummering van Gregory-Aland) of {\displaystyle {\mathfrak {P}}^{103}}, of P.Oxy.LXIV 4403, is een fragment van een blad van een codex op papyrus. De Griekse tekst op de voorzijde (recto) is Matteüs verses 13:55-56; 14:3-5..
Op grond van schrifttype wordt het geacht te dateren uit de late tweede of vroege derde eeuw.
De Griekse tekst van de codex is een vertegenwoordiger van de Alexandrijnse tekst.
Het handschrift wordt bewaard in de Art, Archaeology and Ancient World Library, afdeling Papyrology (P. Oxy. 4403) in Oxford (Verenigd Koninkrijk).
Waarschijnlijk heeft het deel uitgemaakt van dezelfde codex als Papyrus 77.

## Tekst
De Griekse tekst van de codex vertegenwoordigt de Alexandrijnse tekst. Comfort noemt de tekst proto-Alexandrijns.
In Matteüs 13:55, is de naam van de tweede broer van Jezus [...]ης dus zowel Ἰωάννης (Johannes) als Ἰωσῆς (Joses) zijn mogelijk.
Ἰωάννης (Johannes) Codex Sinaïticus*, D M U Γ; Minuskels 2, 28, 579, 1424; en de meeste handschriften van de Byzantijnse tekst; Vulgaat, Origenes.
Ἰωσῆς (Joses) K L W Δ Π 0106; familie 13, 565, 1241, 1582 in de marge, byzantijjnse handschriften, sommige koptische, Basillius van Caesarea.
Ἰωσῆ (Joses) Minukels 118, 157, 700*, 1071 syrisch, andere coptische.
Ἰωσὴφ (Joseph) tweede corrector van de codex Sinaiticus; Codex Vaticanus, C; Θ; familie 1; 33; 700; Latijn, Syrisch; andere versies.; Location